# Ladakh
Il Ladakh è una regione facente parte del Tibet storico amministrata dall'India come territorio dell'Unione (Union Territory), e costituisce la porzione orientale della più ampia regione del Kashmir, oggetto di una disputa tra India e Pakistan dal 1947 e tra India e Cina dal 1959. È stato istituito come territorio il 31 ottobre 2019, in seguito all'approvazione del Jammu and Kashmir Reorganization Act; prima di allora faceva parte dello stato di Jammu e Kashmir. Il Ladakh è il territorio più grande dell'India, e il secondo meno popoloso.
Confina con la regione autonoma del Tibet a est, lo stato indiano dell'Himachal Pradesh a sud, con il territorio di Jammu e Kashmir e il Gilgit-Baltistan (amministrato dal Pakistan) a ovest, e con l'angolo sud-occidentale dello Xinjiang, attraverso il passo Karakorum, a nord. Si estende dal ghiacciaio Siachen nella catena del Karakorum a nord, fino al Grande Himalaya a sud. L'estremità orientale della regione, costituita dalle pianure disabitate dell'Aksai Chin, è rivendicata dal governo indiano come parte del Ladakh, ma è sotto il controllo cinese.
In passato il Ladakh acquisì importanza grazie alla sua posizione strategica, al crocevia di importanti rotte commerciali; ma quando le autorità cinesi negli anni 60 chiusero i confini con il Tibet il commercio internazionale iniziò a diminuire. Dal 1974, il governo indiano ha incoraggiato con successo il turismo in Ladakh. Poiché il Ladakh è strategicamente importante, l’esercito indiano mantiene una forte presenza nella regione.
La città più grande del Ladakh è Leh, seguita da Kargil, entrambe sedi di distretto. Il distretto di Leh comprende le valli dei fiumi Indo, Shyok e Nubra. Il distretto di Kargil comprende le valli dei fiumi Suru, Dras e Zanskar. Le aree più popolose sono le valli fluviali, ma i pendii montuosi sostengono la pastorizia nomade dei Changpa. I principali gruppi religiosi nella regione sono i musulmani (principalmente sciiti) (46%), i buddisti (principalmente buddisti tibetani) (40%) e gli induisti (12%), con il restante 2% composto da altre religioni. La cultura e la storia del Ladakh sono strettamente legate a quelle del Tibet.

## Descrizione
Il territorio del Ladakh, il cui capoluogo è Leh in estate e Kargil in inverno, è racchiuso tra le catene montuose del Karakorum e dell'Himalaya, e la sua popolazione, pari a 232 864 abitanti, si suddivide in buddhisti di scuola tibetana, che raggiungono poco più della metà, e musulmani di ramo sciita, con una piccola minoranza di induisti.
L'economia si basa sull'agricoltura di sussistenza, con estese coltivazioni di orzo e di albicocche lungo il corso dei fiumi Indo e Zanskar. Nella parte meridionale della regione è possibile incontrare le ultime tribù di pastori nomadi khampa che vivono di allevamento, mentre nella valle di Nubra l'economia si basa sulla coltivazione di albicocche e sull'allevamento del cammello di Battria. Recentemente è anche aumentato il peso economico del commercio di pashmina.
La piccola parte del Ladakh chiamata «linea di effettivo controllo» si ritrovò a essere, all'inizio degli anni sessanta del Novecento, praticamente in contemporanea con la crisi dei missili di Cuba, il pomo della discordia nella crisi sino-indiana per i territori di confine. Bertrand Russell raccolse accuratamente in un libro tutte le fasi del proprio impegno a favore della pace e alla rimozione delle cause che avrebbero potuto portare a una guerra atomica, nonché il continuo scambio di messaggi con quei protagonisti che avevano in mano i destini del mondo tra i quali Kennedy e Chruščëv riguardo a Cuba e Nehru e Ciu En-lai riguardo al Ladakh. «L'unico ostacolo che si oppone a un'intesa tra India e Cina è, per il momento, la linea di confine provvisoria. Che accadrà se non si riuscirà a metterle d'accordo su questo punto? Si ricomincerà a combattere, e all'inizio, i cinesi si troveranno in vantaggio. L'America e la Gran Bretagna correranno in aiuto all'India, ma si accorgeranno che è impossibile sconfiggere la Cina senza armi nucleari. Se le impiegheranno, la Cina comporrà le sue divergenze con la Russia e la Russia impiegherà a sua volta armi nucleari, non soltanto contro l'India ma anche contro l'Occidente. Dopo pochi giorni il mondo diventerà vuoto e desolato come sono ora le montagne himalaiane».
Chiuso al turismo fino al 1974, il Ladakh oggi è meta di pellegrinaggi buddhisti, camminatori e appassionati di rafting, che può essere praticato sull'Indo e sullo Zanskar.
Leh conta circa diecimila abitanti, ed è famosa per il Palazzo reale, simile a una versione in miniatura del Potala di Lhasa, oltre che per la splendida moschea lignea e per le frequenti visite del XIV Dalai Lama. Altri luoghi interessanti sono i villaggi buddhisti di Lamayouru, Atitse, Bagso, Hemis, famoso per l'imponente monastero omonimo, Alchi, celebre per il locale monastero ospitante meravigliose pitture murali, e Likir, oltre che i villaggi sciiti di Draas e Karghil, al confine con l'Azad Kashmir pakistano.

### Suddivisioni amministrative
Il territorio del Ladakh comprende i distretti di Kargil e quello di Leh. La raggiungono due strade carrozzabili, una dal Kashmir e una ad alta quota porta a Manali nello Stato dell'Himachal Pradesh. Contrariamente al vicino Kashmir, teatro di frequenti attentati indipendentistici, in Ladakh gli episodi violenti sono molto rari, e buddisti e musulmani convivono, salvo rare eccezioni, in modo pacifico.